# Felosa-assobiadeira

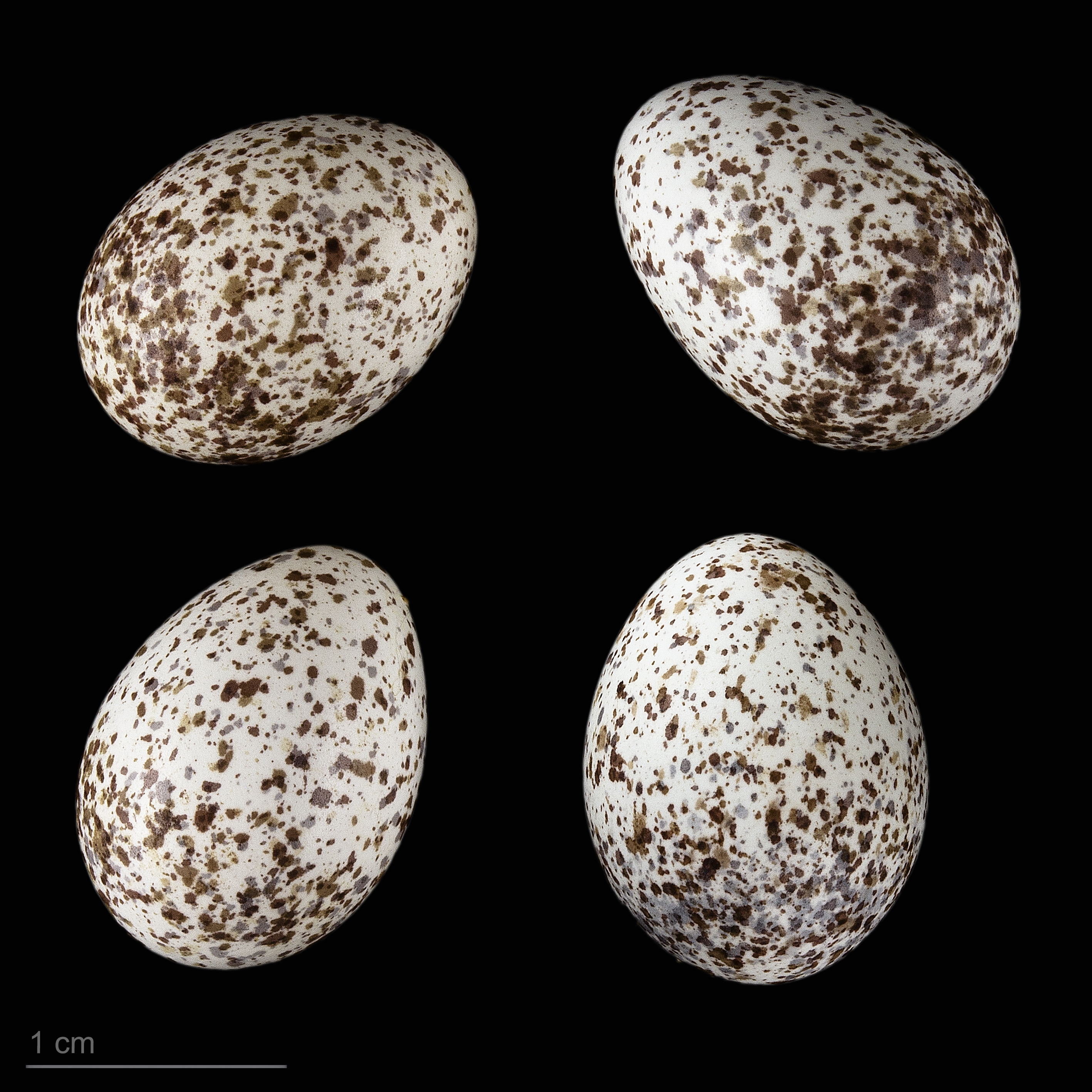
Phylloscopus sibilatrix - MHNT

A Felosa-assobiadeira (Phylloscopus sibilatrix) é uma ave que mede cerca de 12 cm. É uma ave migratória, nidifica no norte da Europa e passa o inverno na África tropical. Pesa cerca de 8 gramas e se alimenta predominantemente de insetos. Pode ser encontrada principalmente em florestas, como a Floresta de Dean, na Inglaterra.